# Сейгутегин, Иван Иванович
Ива́н Ива́нович Сейгуте́гин  (12 июня 1939, Уэлен, Магаданская область, Чукотский автономный округ —1 ноября 2010, Уэлен) — чукотский художник-косторез, гравёр, художественный руководитель Уэленской косторезной мастерской. Заслуженный художник РСФСР (1971). Лауреат Государственной премии РСФСР им. И. Е. Репина (1976).

## Биография
Сейгутегин (в переводе с чукотского языка — «Идущий, поднимающийся») родился 12 июня 1939 года в посёлке Уэлен в семье охотника на морского зверя, резчика и гравёра Сейгутегина (1913—1987). Первые уроки резьбы по кости получил от отца. В 1953 году занимался в школьном косторезном кружке под руководством резчика Вуквутагина. Окончив поселковую школу-восьмилетку, работал в Уэленской косторезной мастерской.
Отслужив в армии, работал в Уэлене в бригаде морзверобоев, затем в бригаде оленеводов, изучал повадки морского зверя и животных тундры. В 1954 году вернулся в Уэленскую косторезную мастерскую, в 1970—1980-х годах был её художественным руководителем.
С 1961 года до конца 1980-х Иван Сейгутегин преподавал косторезное искусство в Уэленской школе. За годы работы в школе и мастерской воспитал несколько поколений учеников, ставших профессиональными косторезами и гравёрами.
Член Союза художников СССР (1961).
Принимал участие в окружных, областных и региональных выставках: выставке произведений художников Урала, Сибири и Дальнего Востока (Москва, 1972), «По родной стране» (Москва, 1976), «Чукотско-эскимосская резьба и гравюра по кости» (Москва, 1977), «Советский Дальний Восток» (Владивосток, Улан-Удэ, 1974—1990) и выставках произведений народного искусства за рубежом.
Умер в Уэлене 1 ноября 2010 года. Похоронен в Уэлене.

## Творчество
В скульптурно-графических композициях И. Сейгутегина отчётливо прослеживается декоративное начало. Художник прекрасно чувствует красоту обработанного моржового клыка и мастерски выявляет её в своих работах.
Основные работы Ивана Сейгутегина выполнены в технике мелкой пластики из моржового клыка — скульптуры животных и многофигурные скульптурные композиции, представляющие сцены из жизни Чукотки. Художник сам делал гравировки на подставках скульптур.
Историк искусства Чукотки Т. Б. Митлянская отмечает, что Сейгутегин любил изображать оленей в разных сюжетных ситуациях и «в каждой из этих скульптур проявляется прекрасное знание резчиком повадок животного».
Относя работы Сейгутегина к числу «выдающихся произведений современного косторезного искусства Чукотки» исследователи М. М. Бронштейн, И. Л. Карахан и Ю. А. Широков отмечают мастерство художника в технике резьбы и добротность графических композиций:
Его [Сейгутегина] произведения — своеобразные новеллы, в которых образным, выразительным языком рассказывается о старых традициях чукчей и эскимосов. <…> Пластические образы достоверны и эмоциональны. Графические изображения на подставках к скульптуре придают ей пространственную глубину, пейзажный фон. Они дополняют и развивают сюжет.
Помимо скульптурных композиций, художник создавал декоративно-прикладные изделия — ножи, трубки, ручки.
По оценке Т. Б. Митлянской, поздние работы Сейгутегина «в какой-то мере воскрешают традиции, свойственные творчеству старого мастера Вуквутагина».

## Награды и почётные звания
- Заслуженный художник РСФСР (1971)[10][11][3][4]
- Государственная премия РСФСР имени И. Е. Репина — «за создание высокохудожественных произведений народного искусства из кости» (1976)[10][12]

## Наследие
Работы Ивана Сейгутегина находятся во Всероссийском музее декоративно-прикладного и народного искусства (Москва), в Магаданском областном краеведческом музее, музейном центре «Наследие Чукотки» (Анадырь), Дирекции выставок Художественного фонда Российской Федерации, Сергиево-Посадском государственном историко-художественном музее-заповеднике, Томском областном краеведческом музее, Галерее Арктического искусства (англ. Cherny Innuit Collection, Берн), музее Уэленской косторезной мастерской и др.

## Память
В 2014 году в Анадыре состоялась посмертная персональная выставка Ивана Сейгутегина, прошедшая в музейном центре «Наследие Чукотки» и посвящённая 75-летию со дня рождения художника.